# Бурито
Бурито (на испански: burrito, „магаренце“, умалително от испански: burro – магаре, произношение на испански език – bu'ri.to) е традиционно ястие от мексиканската и тексаско-мексиканска кухня, много популярно в цяла Северна Америка.
Питката се произвежда от брашно (тортиля) и много прилича на арабските питки, с които се правят познатите в България дюнери, като консумирането им става по същия начин – опаковани или сгънати, след като са напълнени с различни пълнежи. Мексиканската царевична питка обикновено преди консумация леко се загрява на скара, плоча или на пара, за да омекне и стане по-лесна за сгъване.
В Мексико плънката се прави традиционно от мачкан боб, мексикански ориз или месо. В Съединените щати обаче, пълнежите обикновено включват комбинация от най-различни съставки като: мексикански ориз, боб, маруля, салца, месо, авокадо, сирене, сметана, както и варира размерът на питката, като някои буритос са значително по-големи от своите мексикански „роднини“. Поради вкусовите си качества, буритос увеличава популярността си, и е реална конкуренция за други традиционни американски ястия, като хотдог, хамбургер, пица и други храни за бързо хранене (особено в Мексико и южните щати на САЩ).
Думата burrito буквално означава „малко магаре“ на испански, идващи от товарно магаренце, което означава „магаре“. Името burrito вероятно произтича от появата на навитата мексиканска пшеничена питка, която прилича визуално на ухото на магаре.

## История
Мексиканският фолклор разказва за историята на един човек на име Хуан Мендес, който се издържал, продавайки „такос“ на улична количка, придвижвана с помощта на магаре (оттук и името „храната на буритос“), по време на периода на Мексиканската революция (1910 – 1921), в квартала Бела Виля, град Сиудад Хуарес, щата Чихуахуа.
За да запази храната топла, Хуан използвал идеята за опаковане на храната, завита в голяма, домашно приготвена мексиканска царевична питка (като индивидуални салфетки). Той имал големи успехи, и при него започнали да идват хора от различни места по границата на САЩ и Мексико, специално за да търсят „храната на буритос“, като думата в крайна сметка е приета като име за тези големи „такос“.
Буритос е традиционна храна от Сиудад Хуарес, град в северната част на мексиканския щат Чихуахуа, където хората ги купуват както в специализирани ресторанти, също така и в крайпътни щандове.
Северните гранични мексикански градове като Вила Ахумада, имат наложена репутация при приготвянето на буритос, но те са доста различни от американските варианти на ястието. Автентичните мексикански буритос обикновено са малки и тънки питки, които съдържат само една или две съставки – вид месо, картофи, боб, сирене, чушки „раджас“ или чушки „релено“.
Други видове съставки могат да включват печено на барбекю и нарязано на ситно месо, доматен сос, нарязан кренвирш, домати и чили сос, мачкан боб, сирене, опечена и нарязана на бавен огън пържола).

## САЩ
В САЩ и други страни извън Мексико е много популярна разновидността на бурито „чимичанга“, което представлява запържено бурито, сервирано в чиния и поднесено със салата.